# حمامات طبية

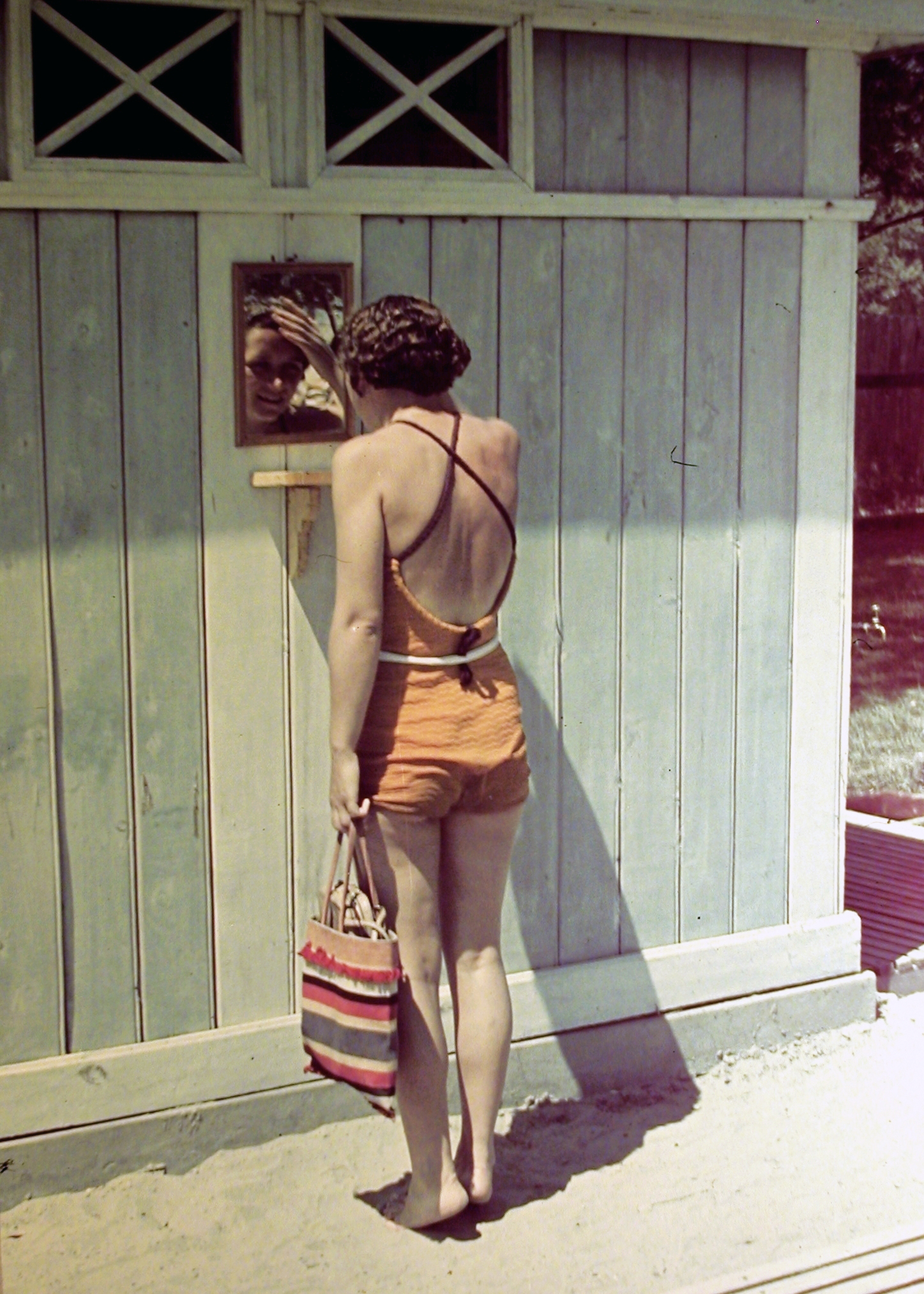

المصطلح الحمامات، يرتبط بمعالجة المياه (بما في ذلك الينابيع الساخنة أي المنتجعات) عادة ما توفر العلاجات الصحية المختلفة. المعتقد في اختصاصات المياه المعدنية العلاجية تعود إلى عصور ما قبل التاريخ. وكانت شعبية في جميع أنحاء العالم مثل هذه الممارسات، ولكن على نطاق واسع لا سيما في البلدان العربية، أوروبا واليابان، وتقدم مختلف العلاجات الرعاية الشخصية.

## مميزاتها
تتميّز الحمامات المعدنية بالمياه الدافئة التي تأتي منها، والتي تحتوي على الأملاح المعدنية من بينها الكبريت، وتعتبر هذه الحمامات مفيدة جداً لعلاج أمراض الروماتيزم والشد العضلي، وتساهم في توسع الشرايين والأوردة الطرفية كما تساعد على ارتخاء العضلات، تحسين البشرة والحالة المزاجية، توجد الحمامات المعدنية الطبيعية بالعشرات في الجزائر وجميع أنحاء العالم، حتّى أنّ السياحة تعتمد بشكل كبير عليها، حيث تعمل السلطات على بناء قاعدة متينة لسياحة الحمامات المعدنية، تجذب السياح المحليين والأجانب.

## منابع المياه الجوفية
يوجد في الجزائر ما يفوق عن 200 منبع للمياه الحموية الجوفية، معظهما قابل للاستغلال كمحطات حموية عصرية، فضلاً عن فرص الاستثمار المتوفرة في الشريط الساحلي الذي يفوق 1200 كيلومتر، لإقامة مراكز للمعالجة بمياه البحر.
ومن أشهر الحمامات في الجزائر والتي تستقطب أكبر عدد ممكن من الزوار، «حمام ملوان» في ولاية البليدة غير البعيد عن العاصمة الجزائرية، «حمام ريغة» في ولاية عين الدفلى، بالإضافة إلى «حمام الضلعة» في ولاية المسيلة، «بو غرارة» في ولاية تلمسان، «بوحنيفة» في ولاية معسكر و«حمام الصالحين» في ولاية خنشلة و«حمام الشارف» في ولاية الجلفة

## طريقة استخدام الحمام
يحتاج الجسم من 20 إلى 30 دقيقة في الحمام في الجلسة الواحدة، ويفضّل البقاء في هذه الأجواء لمدة أسبوع وأكثر للاستفادة القصوى، مع عدم التعرض لتيارات الهواء البارد بعد الخروج من الحمام، لعدم الإصابة بنزلات البرد. يجب الاسترخاء بعد الخروج من الحمام حتى ترتاح للعضلات وتتكيّف مع وضعها الجديد.

## وصلات خارجية
- فوائد الحمامات الطينية الطبية والعلاجية